# Nils Norman
Nils Gunnar Norman, född 14 juni 1904 i Helsingborgs församling i dåvarande Malmöhus län, död 11 juli 1983 i Skanörs församling i samma län, var en svensk skolman.
Nils Norman var son till sjömanshusombudsmannen Nils Johan Norman och Anna, ogift Åberg, samt bror till läkaren, professor Olof Norman. Efter studentexamen i Lund 1925 och akademiska studier vid Lunds universitet blev han filosofie magister 1932 och filosofie doktor på en litteraturhistorisk avhandling om Strindberg1953.
Efter olika lärarförordnanden 1932–1949 var han adjunkt vid högre allmänna läroverket för flickor å Södermalm 1949–1950 och 1956–1958, däremellan rektor för samrealskolan och kommunala gymnasiet i Gubbängen 1950–1956. Han var sedan lektor vid Högre tekniska läroverket i Stockholm 1958–1970.
Norman var ordförande Sveriges Yngre Lärares förening (SYL) 1944–1946, Sveriges Yngre Akademikers Centralorganisation (SYACO) 1946–1947, ombudsman för Lärarnas Riksförbund (LR) 1948–1949, ledamot i studentsociala utredningen 1946–1948, 1946 års skolkommittés expertråd, 1948 års polisutbildningskommitté, statens garantilånenämnd 1946–1948 och statens lönenämnd 1948–1950. Hans doktorsavhandling hette Den unge Strindberg och väckelserörelsen (1953), men han var också författare till Svenska romaner (1967) samt olika tidnings- och tidskriftsartiklar.
Han gifte sig 1931 med Rut Johansson (1907–1997), dotter till fabrikören Carl Johansson och manufakturhandlaren Hilda, ogift Hammarlund. Han var far till psykoanalytikern Johan Norman och farfar till författaren Andreas Norman.